# Olive (Britse band)
Olive was een Britse triphop- en drum-and-bass-groep, die bestond uit zangeres Ruth-Ann Boyle (1970) en de producers Tim Kellett (1964) en Robin Taylor-Firth en die tussen 1995 en 2003 actief was. De groep zocht een brug tussen de club en een radiovriendelijk geluid. De groep werd in 1997 bekend met de hit You're not alone. Deze danceklassieker werd vele malen gecoverd. Zangeres Ruth-Ann Boyle zou later veel samenwerken met de groep Enigma.

## Geschiedenis
Tim Kellett was vanaf de jaren tachtig onderdeel van de groep Simply Red maar verlaat deze groep in 1991. Hij gaat verder als producer en is onder andere betrokken bij het debuutalbum van de Lighthouse Family. Halverwege de jaren negentig ontmoet hij Robin Taylor-Firth waarmee hij muziek begint te produceren. Na een aantal instrumentale tracks te hebben gemaakt gaan ze op zoek naar een zangeres. Kellett ziet wel iets in Ruth-Ann Boyle, die hij kent van opnamen die ze maakte met The Durutti Column. Ze zong voor hen muziek in, maar in plaats van live-zang werden bij optredens samples gebruikt. Tijdens een optreden in Portugal hoort hij de samples en spoort hij de zangeres op. Ruth-Ann werkt dan in een bar en is in opleiding tot verpleegster. Ze is eigenlijk wel klaar met de muziekbusiness, maar Kellett weet haar te overtuigen om bij de groep te komen. Het drietal neemt het album Extra Virgin (1996) op. Hierop staat de single You're not alone. Die doet aanvankelijk niet veel, maar in de loop van 1997 groeit de plaat uit tot een wereldhit. Het nummer wordt bekroond met een Ivor Novello Award.
In 1999 wordt Ruth-Ann Boyle gevraagd door Enigma om mee te zingen op twee nummers van het album The Screen Behind the Mirror (1999), waaronder de hitsingle Gravity of Love. Robin Taylor-Firth gaat samenwerken met Nightmares On Wax en verlaat de groep. Het overgebleven tweetal neemt Trickle op. Ze zijn intussen door Madonna onder de hoede genomen en brengen het album uit op haar label Maverick Records. In Europa is het geen succes, maar in de Verenigde Staten weet hun cover van I'm Not in Love van 10cc de eerste plaats van de dancelijsten te bereiken en verkoopt het album ook goed. In 2003 duikt Olive nog eenmaal op als gast op het nummer Tell me van de Franse groep Kojak. Daarna wordt de band inactief en concentreren Kellett en Boyle zich ieder op eigen activiteiten. Kellett blijft actief als producer en werkt voor Girls Aloud, James Morrison, Emma Bunton en Taio Cruz.
Boyle is weer te gast bij Enigma op de albums Voyageur (2003) en 'Seven Lives Many Faces (2008). Michael Cretu neemt in 2007 met Ruth-Ann het soloalbum What About Us op. Dit album verschijnt enkel op iTunes.
You're not alone wordt door de jaren heen vele malen gecoverd. Dit zowel binnen als buiten de dancescene. Dit door onder andere ATB, Sander van Doorn, Jamie Woon en Mads Langer. In 2017 maakt de Duitse producer Alex Christensen er een symfonische versie van met de Orkest van Berlijn.

## Discografie

### Albums
- Extra Virgin (1996)
- Trickle (2000)

| Single met eventuele hitnotering(en) in de Nederlandse Top 40 | Datum van verschijnen | Datum van binnenkomst | Hoogste positie | Aantal weken | Opmerkingen |
| ------------------------------------------------------------- | --------------------- | --------------------- | --------------- | ------------ | ----------- |
| You're Not Alone                                              |                       | 19-07-1997            | 24              | 6            |             |